# Stille Volk
Pour le nain du folklore populaire, voir Stille Volk
Stille Volk est un groupe de pagan metal et musique folk français, originaire de Tarbes et Lourdes, en Occitanie.

## Biographie

### Débuts et premiers albums (1994—2001)
Le groupe est formé en 1994 dans les Pyrénées centrales. Stille Volk, qui signifie « peuple du silence » ou « peuple silencieux » en allemand, est à l'origine composé de trois musiciens, Yan Arexis, Patrick Lafforgue et Patrice Roques, Stille Volk se fait connaître par sa première démo sortie en 1995, Ode aux lointains souverains. Ils signent un contrat en 1996 avec le label indépendant Holy Records qui produira leurs cinq albums suivants.
En 1997 sort le premier album, Hantaoma (« fantôme » en occitan gascon), proposant une musique acoustique fortement inspirée de musiques traditionnelles et médiévales. L'album a pour thème les mythes et légendes pyrénéens. Le deuxième album sort en 1998. Ex-uvies propose une musique nettement plus expérimentale, intégrant synthétiseur et guitare électrique, dans une ambiance assez sombre. Ce disque (ainsi que leur label Holy Records) fait parfois classer le groupe dans un style folk metal. Cette même année, Yan Arexis quitte le groupe et poursuit une carrière d'illustrateur et de graphiste. Stille Volk devient un duo.
En 2001, le groupe enregistre son troisième album, Le Satyre cornu, qui sort le 23 mai, et qui revient à un style acoustique et énergique d'inspiration médiévale, en hommage à Pan. Frantz-E. Petiteau (auteur pyrénéen) participe en tant qu'invité à quelques titres à la cornemuse. Le thème de l'album, comme son nom l'indique, se veut mystique et orgiaque.

### Autres albums (2003—2015)

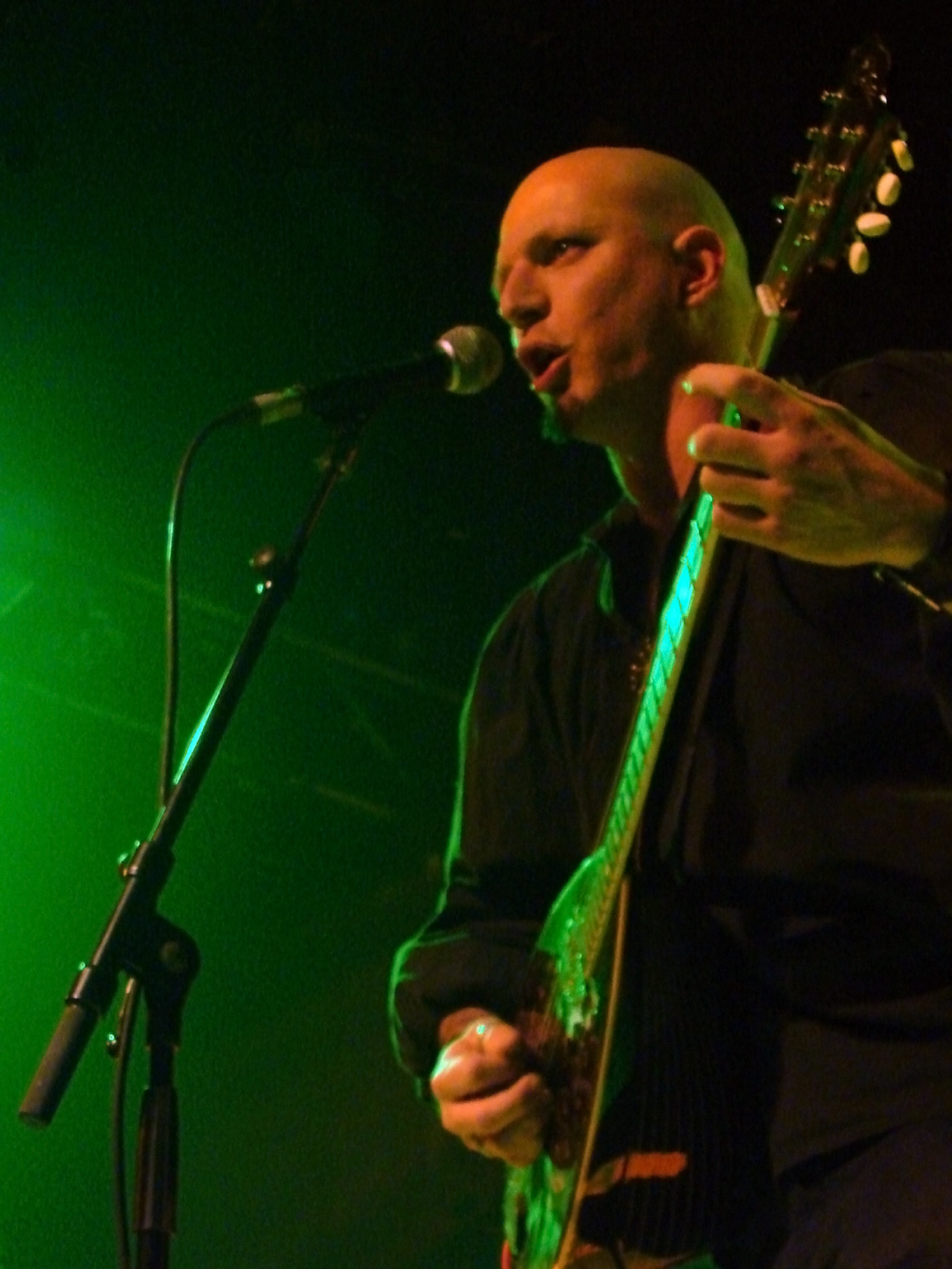
Stille Volk au Cernunnos Fest 07, le 16 décembre 2007 à La Locomotive de Paris.

En 2003, le groupe sort son quatrième album, Maudat (« maudit » en occitan), aux labels Holy Records et Wagram Music,,. L'album est toujours dans le même style acoustique mêlant sources médiévales et celtiques. Le thème reste fidèle à la tradition du groupe, évoquant une histoire traitant de la présence de la sorcellerie dans les campagnes pyrénéennes. L'album est enregistré par Patrick Lafforgue durant l'hiver et le printemps 2003 au studio Abellion.
Après cet album, le groupe décide de se consacrer à la scène, construisant un répertoire à partir de morceaux de ses quatre albums, auxquels ils ajoutent des reprises et adaptations de morceaux traditionnels occitans et français (Ai vist lo Lop, Negra Sason, Le Prince d'Orange, Derrière chez nous). Stille Volk participe notamment à la 10e édition du Cernunnos Pagan Fest à Noisiel, en Seine-et-Marne, au Motocultor Festival, aux Hellfest en 2012, au Castelfest et à l'Estivada en 2015 et se produit alors sous la forme d’un quatuor en intégrant Sarg à la guitare et aux chœurs à partir de la fin 2009.
Il faut attendre plus de cinq ans pour qu'un nouvel album sorte, début 2009, intitulé Nueit de Sabbat (« nuit de sabbat » en occitan). Comme le nom de l'album l'évoque, le thème central est le sabbat, réunion nocturne de sorcières, évoqué essentiellement pour sa composante festive et décadente.
À la fin 2012, Yan Arexis revient dans le groupe et dans la foulée, début 2013, Stille Volk annonce sur son site officiel la publication prochaine de son sixième album, centré autour du monde minéral et de la légende d'une pierre vivante, le tout en collaboration avec les Barbarians Pipes et Gae Bolg. À l’occasion du Motocultor, ils disaient déjà avoir écrits de nouveaux morceaux en 2012. L'album, intitulé La Pèira negra (« pierre noire » en occitan), et particulièrement attendu, sort en mai 2014, l'année fêtant les 20 ans d'existence du groupe, toujours au label Holy Records. Il s'accompagne pour la première fois d'un clip sur le morceau Forêt gorgone, écrit et réalisé par le groupe lui-même. Sur cet opus, plus obscur que le précédent, Stille Volk intègre des cuivres pour la première fois et offre en titre caché une reprise du morceau Come to the Sabbath de Mercyful Fate.

### Milharís(depuis 2016)
En 2016, le groupe joue au festival Hellfest. Cette même année, en novembre, le groupe annonce sur sa page Facebook avoir terminé le processus d'écriture de leur nouvel album, centré autour du mythe pyrénéen de Millaris, qu'ils évoquaient déjà sur leur premier album Hantaoma avec le titre Dans les confins. Ils se produisent pour la première fois sous la forme d'un quintet en intégrant Samuel Meric aux flûtes et au bouzouki. L'album sort en juin 2019, chez Prophecy Records, cette fois. Concernant leur passage du label Holy Records à celui de Prophecy Records, Patrick Roques explique : « Nous avions déjà travaillé avec Prophecy en 2001 pour la sortie du Satyre cornu, donc nous n’étions pas en terrain inconnu. Concernant des futures sollicitations, nous attendons de voir, mais d’un point de vue personnel, je ne suis pas particulièrement favorable à l’idée de faire des tournées ; donc pour l’instant ce n’est pas dans l’ordre des choses. »
À l'occasion de la sortie de Milharís et pour fêter les 25 ans d'existence, l'album sort accompagné d'un coffret rétrospectif comprenant tous leurs précédents albums, les deux premiers EP, un livre sur la mythologie pyrénéenne et une biographie écrite par le groupe lui-même. À ce sujet, Patrick explique : « à l’automne 2018, on m'a donc demandé de faire une biographie complète depuis 1994 avec un commentaire sur tous les événements importants de notre histoire. [...] On peut donc retrouver une biographie complète en français et anglais, avec une plongée dans l’époque de chaque démo, de chaque album et événements importants avec la spontanéité du moment et le recul qui est le mien aujourd’hui. De plus, j’ai conservé tous les flyers de l’époque, les promos et quantité de photos inédites, soit près de soixante pages de documents qui raviront les fans ultimes du groupe ! »

## Style musical
Le groupe mêle les influences occitanes et médiévales, tout en ayant recours à des instruments et textes modernes. Originaire de Tarbes et Lourdes, le groupe est très influencé par le patrimoine légendaire et occulte de sa région natale pour les paroles de ses chansons. La sorcellerie est notamment le thème central de plusieurs de ses albums. Les membres jouent d'instruments traditionnels rarement vus sur la scène metal, et chante des paroles en français ou en occitan. Leur style musical est catégorisé selon les articles de presse de folk pagan, folk occitan, pagan metal et folk metal.
Les apparitions scéniques du groupe sont volontairement rares et se limitent à quelques prestations annuelles. Le groupe jouait à ses débuts dans des festivals de musique folk avant de trouver sa place dans le metal.

## Membres
- Patrick Lafforgue — voix, vielle à roue, instruments à vent
- Patrice Roques — instruments à cordes, chœurs
- Florant « Sarg » Mercadier — guitare, chœurs, cornemuses
- Yan Arexis — percussions, pad sample
- Samuel Meric — flûtes, bouzouki

Instruments utilisés par les membres — vielle à roue, cornemuse, luth arabe, orgue portatif, guitares, bouzouki, dulcimer, chalemie, violon, bombarde, tambourin à cordes, psaltérion, mandoline, flûtes, cornemuses, guimbarde, corne d'appel, boîte à rythmes, percussions, et nyckelharpa.

## Discographie

### Albums studio
- 1995 : Ode aux lointains souverains (démo)
- 1997 : Hantaoma (CD, Holy Records)
- 1998 : Ex-uvies (CD, Holy Records)
- 2001 : Le Satyre cornu (CD, Holy Records)
- 2003 : Maudat (CD, Holy Records)
- 2009 : Nueit de Sabbat (CD, Holy Records)
- 2014 : La Pèira negra (CD, Holy Records)
- 2019 : Milharís (CD, Prophecy Productions)
- 2023 : Le Dieu d'Automne (CD, Holy Records)

### Coffret
- 2019 : Los Cants de Pyrène: Two Decades of Pagan Hymns and Ancient Lore

### Clips
- 2014 : La Forêt Gorgone, tiré de La Pèira Negra (clip)
- 2019 : La Grotte Du Jadis, tiré de Milharís (vidéo lyrique)

### Autres productions
- Patrick Lafforgue et Patrice Roques font également partie, avec d'autres musiciens, d'un groupe de folk metal occitan, Hantaoma (qui reprend le titre du premier album de Stille Volk), qui a sorti deux albums en 2005 et 2018, toujours chez Holy Records.
- Yan Arexis et Patrick Lafforgue réalisent aussi en duo un projet dark folk ritualiste La Breiche. Depuis 2017, ils ont également créé un festival, l'Homme Sauvage, autour des musiques païennes.
- Patrice Roques et Yan Arexis ont également un side-project death/indus nommé Aurost.
- Sarg est le chanteur du groupe électro-trad occitan Eydolon et écrit dans le trimestriel Twice. Il fait également des spectacles de contes pour enfants et adultes sous son vrai nom (Florant Mercadier).
- Samuel Méric est le chanteur du groupe pagan-folk Gofannon, dans lequel joue aussi Sarg.
- Par ailleurs, Patrice Roques est l'auteur d'un livre consacré à un thème proche de ce qu'il développe dans Stille Volk : Sorcellerie et superstitions dans les Pyrénées centrales du XVIe siècle au XIXe siècle, paru en 2002 aux éditions Lacour-Ollé.